# Pont-de-Labeaume
Pont-de-Labeaume è un comune francese di 578 abitanti situato nel dipartimento dell'Ardèche della regione dell'Alvernia-Rodano-Alpi.

## Società

### Evoluzione demografica
Abitanti censiti